# Heraclia atrifusa
Heraclia atrifusa là một loài bướm đêm trong họ Noctuidae.